# Hubert Joly

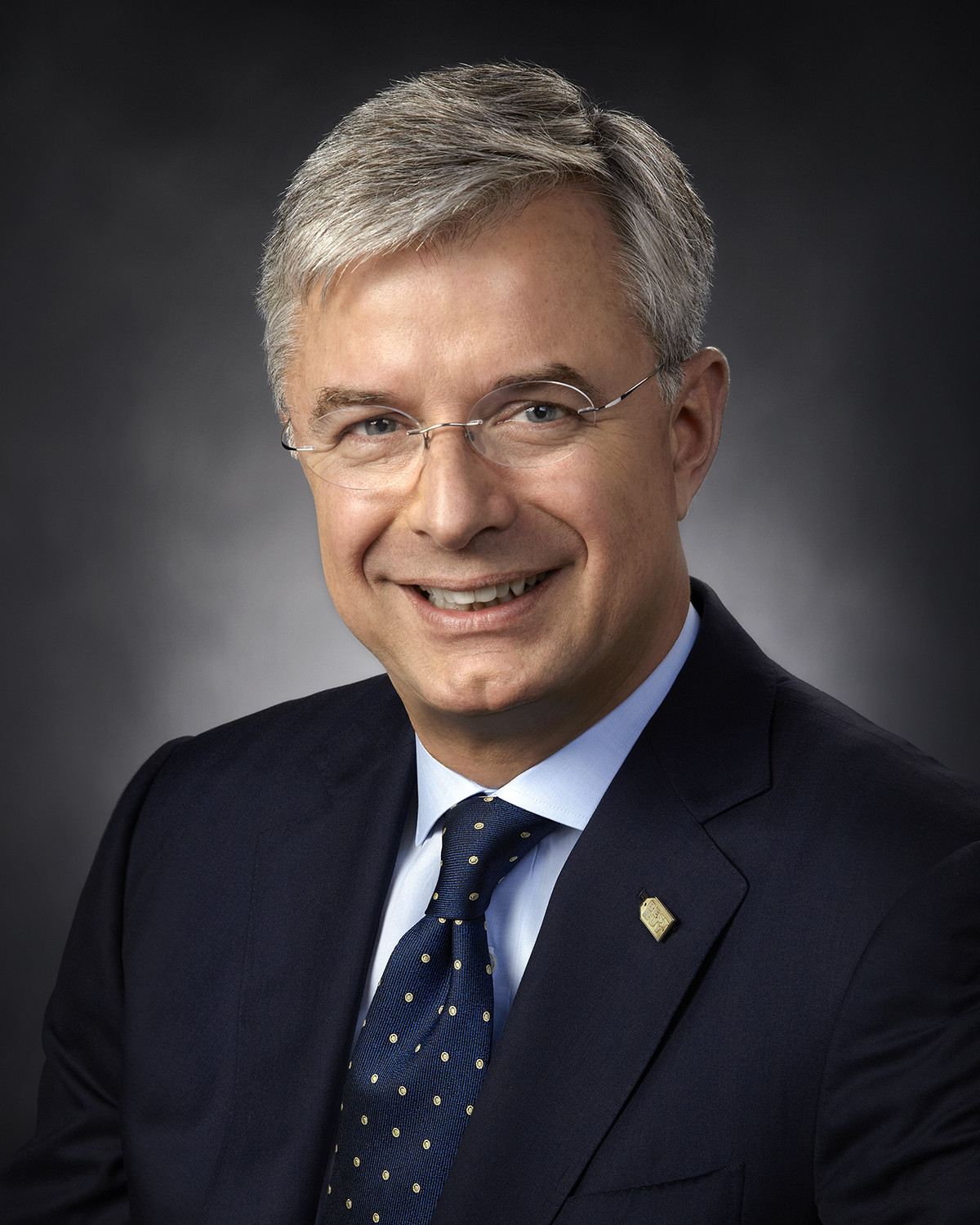
Hubert Joly

Hubert Joly (* 11. August 1959 in Laxou) ist ein französischer Geschäftsmann und Fakultätsmitglied der Harvard Business School, der früher als Vorsitzender und CEO von Best Buy fungierte. Er ist außerdem ehemaliger Präsident, CEO und Direktor von Carlson, einem globalen Hotel- und Reisekonzern mit Sitz in Minneapolis.
2018 wurde er vom amerikanischen Magazin Harvard Business Review zu den 100 erfolgreichsten Chefs der Welt gezählt.

## Biografie
Nach seinem Studium an der École des hautes études commerciales de Paris und am Institut d’études politiques de Paris verbrachte er 13 Jahre bei McKinsey, von 1983 bis 1996, als Berater und dann als stellvertretender Direktor in verschiedenen Hauptstädten (San Francisco, Tokio, New York, Paris). Anschließend war er von 1996 bis 1999 Präsident von EDS France und ist nun daran interessiert, das Unternehmen mithilfe neuer Technologien zu transformieren.
Von 1999 bis 2001 war er General Manager von Havas Interactive (Vivendi Games), war dann bis 2004 Mitglied des Managementteams von Vivendi Universal und beteiligte sich an der Rettung der Gruppe.
Im Jahr 2004 wurde er Präsident (CEO) von Carlson Wagonlit Travel, 2008 dann bis 2012 Präsident (CEO) der Carlson-Gruppe. Anschließend wurde er CEO von Best Buy, einem Unternehmen in Schwierigkeiten, das er durch eine besondere Fokussierung wieder auf den Kopf stellte zum menschlichen Aspekt der Gruppe. Im Jahr 2019 übertrug er die Geschäftsführung Corie Barry und blieb bis Juni 2020 Vorstandsvorsitzender.
Leitmotiv ist es, den Menschen in den Mittelpunkt des Unternehmens zu stellen. Er möchte Manager so ausbilden, dass sie einen Sinn in ihrem Handeln finden, und zwar einen Sinn, der nicht streng kapitalistisch ist. Es finanziert die Einrichtung des Joly Family Purposeful Leadership Chair an der HEC Paris, der am 4. Juli 2018 eingerichtet wurde.
Er interessiert sich auch für Musik und die Entwicklung der Handelsbeziehungen zwischen Frankreich und den Vereinigten Staaten.

## Auszeichnungen
Ritter der Ehrenlegion, Ordre national du Mérite